# Napoleon Prato
Napoleon Prato (10. listopadu 1822 Segonzano – 19. září 1914) byl rakouský politik italské národnosti z Tyrolska, v 2. polovině 19. století poslanec Říšské rady.

## Biografie
Po jistou dobu sloužil jako důstojník v pěchotním regimentu č. 40 barona Roßbacha. V roce 1867 se uvádí jako major rakouské armády.
30. ledna 1867 byl zvolen na Tyrolský zemský sněm za kurii venkovských obcí, obvod Trento, Lavis, Cembra, Civezzano, Bezzano a Pergine Valsugana. Zemský sněm ho 1. března 1867 zvolil i do Říšské rady.
V roce 1874 se uvádí jako dvorní rada baron Napoleon Prato. Byl v té době okresním hejtmanem v Bötzenu. Ucházel se tehdy podle tiskových zpráv o místo náměstka místodržitele v Terstu.